# Богданов, Александр Сергеевич (игрок в мини-футбол)
Александр Сергеевич Богданов (род. 16 ноября 1993 года, Северск, Томская область) — российский игрок в мини-футбол.
Занимался в ДЮСШ Томь. В сезоне 2011—2012 играл за дубль «Томи». После окончания школы переехал Санкт-Петербург. В 2016 году Юрий Руднев заметил его и пригласил в «Ухту». Играл в чемпионате России. В феврале 2018 года покинул команду.